# Кароль Кіселька

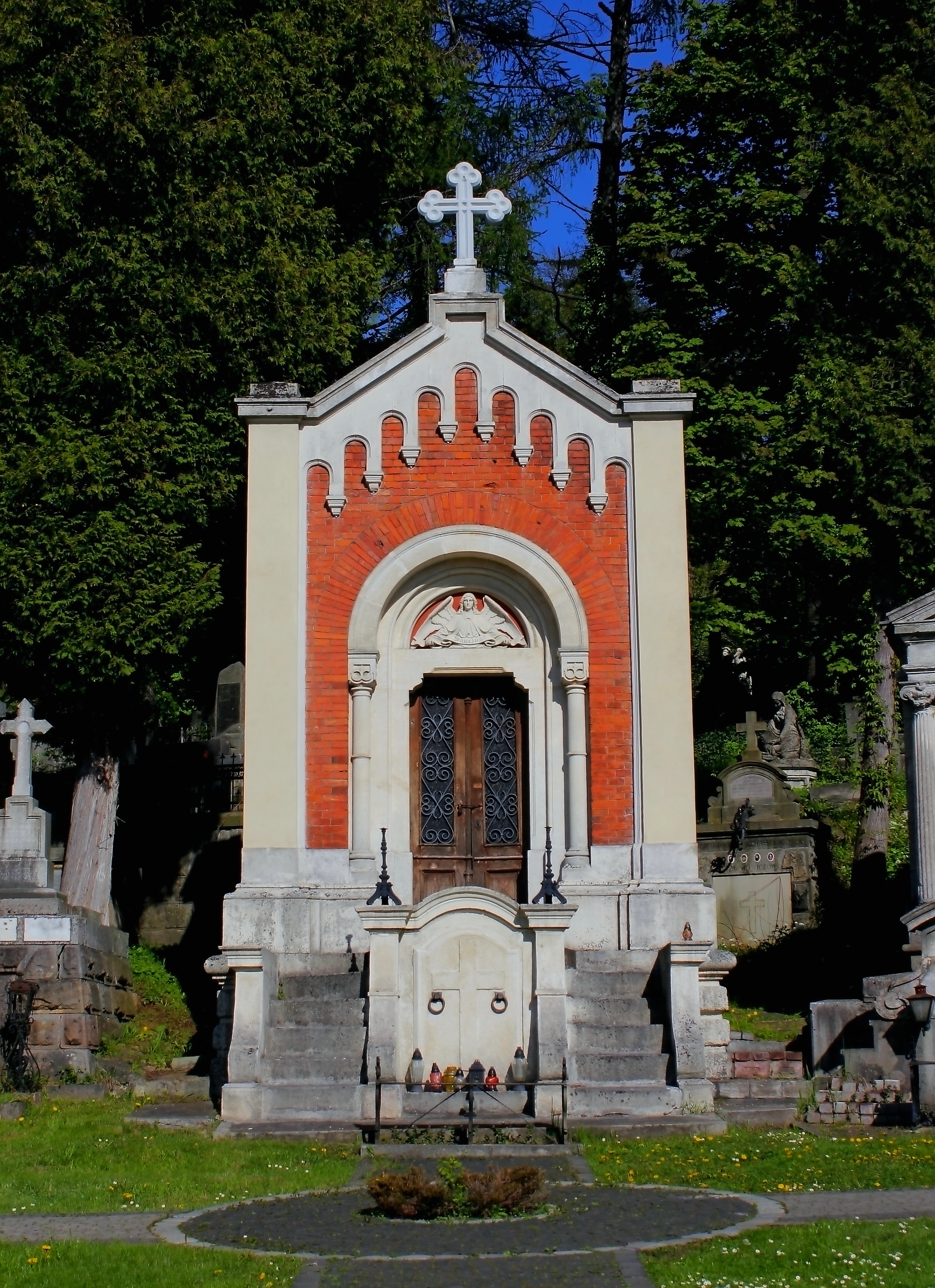

Кароль Кіселька (пол. Karol Kisielka; 1830—1893) — польський підприємець, меценат і громадсько-політичний діяч Львова. Власник бровару та гідропатичного лікувального закладу у Львові на Підзамчі.

## Підприємництво й санаторій
Походив з родини броварів, яка оселилася у Львові наприкінці XVIII ст. Від середини XIX ст. брав участь у діяльності міської адміністрації Львова: 1848—1861 був членом першого міського виділу, обраного після «Весни народів», належав до секції безпеки (1848—1849). Повторно обраний 1861 року, працював у виділі у періоди 1861—1866 та 1866—1870. Брав активну участь у роботі міської ради Львова періоду міського самоврядування: 1874—1876 працював у II секції (фондів і маєткових справ громади, а також торгівлі та промисловості); 1877—1879 (II секція); 1880—1882 — у І секції (справи духовності та доброчинності); 1883—1885; 1886—1888 — у IV секції (справ безпеки, порядку, здоров'я, політичних і військових справ); 1889—1892.
У середині 1880-х Кіселька заснував заклад «Кісельки» — дієтичний санаторій і фізіотерапевтичний заклад, що розташувався в місцевості Папарівка. Заклад був розташований біля броварні «Кісельки», яка діяла там від кінця XVIII ст. Броварню було побудовано біля ставу, поряд існував так званий «Сад здоров'я». Від середини XIX ст. для дешевих купалень («народних ванн») підприємці використовували гарячу воду, що утворювалася внаслідок варіння пива та горілки.
За припущеннями дослідників, до ідеї створити лікувально-оздоровчий заклад Кісельку міг схилити його колега у магістраті Едвард Стройновський, лікар і засновник львівської станції швидкої допомоги та майбутній зять підприємця. Для потреб санаторію в парку біля підніжжя Високого Замку було збудовано два 2-поверхові будинки, які разом мали 36 кімнат. Щорічно заклад обслуговував 120—150 хворих.

## Меценатство й доброчинність
Для учнів міської народної школи св. Мартина (на вул. святої Кінґи) заснував стипендійний фонд Кароля Кісельки. 1876 року пожертвував 2000 золотих ринських, на відсотки від яких мали спорудити новий шкільний будинок у парохії св. Мартина на Жовківському передмісті та навчати там дітей бідних мешканців передмістя. 1881 року фундатор додав до цієї суми ще 400 золотих ринських. Кіселька особисто вручав стипендії, після його смерті цей обов'язок взяла на себе міська рада. 1880 року меценат заснував фундацію на 2 тис. золотих ринських (згодом збільшену ще на 400 з. р.) для учениць школи ім. Св. Мартина.
Пожертвував 5000 золотих на потреби шпиталю для калік Св. Лазаря. Помер у Львові, похований на 2 полі Личаківського цвинтаря в родинній каплиці, збудованій за проєктом архітектора  Філіпа Покутинського.